# Heorhij Jakovics Prokopenko
Heorhij Jakovics Prokopenko, ukránul: Георгій Якович Прокопенко, oroszul: Георгий Яковлевич Прокопенко (Kobeljaki, 1937. február 21. – 2021. május 5.) olimpiai ezüstérmes, Európa-bajnok szovjet-ukrán úszó.

## Pályafutása
1937. február 21-én Kobeljakiban született. A Gyinamo Lvov versenyzője volt. 1960-ban 200 m mellúszásban szerezte első szovjet bajnoki címét és bekerült a szovjet olimpiai csapatba. Az 1960-as római olimpián 200 m mellen nem sikerült a döntőbe jutnia, a tizedik helyen végzett. Az 1962-es lipcsei Európa-bajnokságon 200 m mellúszásban és 4 × 100 m vegyes váltóban aranyérmes lett. Az 1964-es tokiói olimpiai előtt állította fel pályafutása két világcsúcsát, mindkettőt 100 m mellúszásban. Az olimpiára a 200 m mell egyik esélyeseként érkezett, de végül a világcsúcsot úszó ausztrál Ian O'Brien mögött csak ezüstérmet szerzett. Az 1966-os utrechti Európa-bajnokságon 200 m-en megvédte bajnoki címét. 1960 és 1966 között hat szovjet bajnoki címet szerzett: hármat-hármat 100 és 200 m mellúszásban.
Egyéni legjobbjai: 100 mell – 1: 06,9 (1964); 200 mell – 2: 28,2 (1964).
2021. május 5-én hunyt el 84 éves korában.

## Sikerei, díjai
- Olimpiai játékok – 200 m mell
  - ezüstérmes: 1964, Tokió
- Európa-bajnokság
  - aranyérmes (3): 1962 (4 × 100 m vegyes váltó, 200 m mell), 1966 (200 m mell)
- Szovjet bajnokság – mellúszás
  - bajnok (6): 1962, 1964, 1966 (100 m), 1960, 1964, 1965 (200 m)